# Cirilo Álvarez

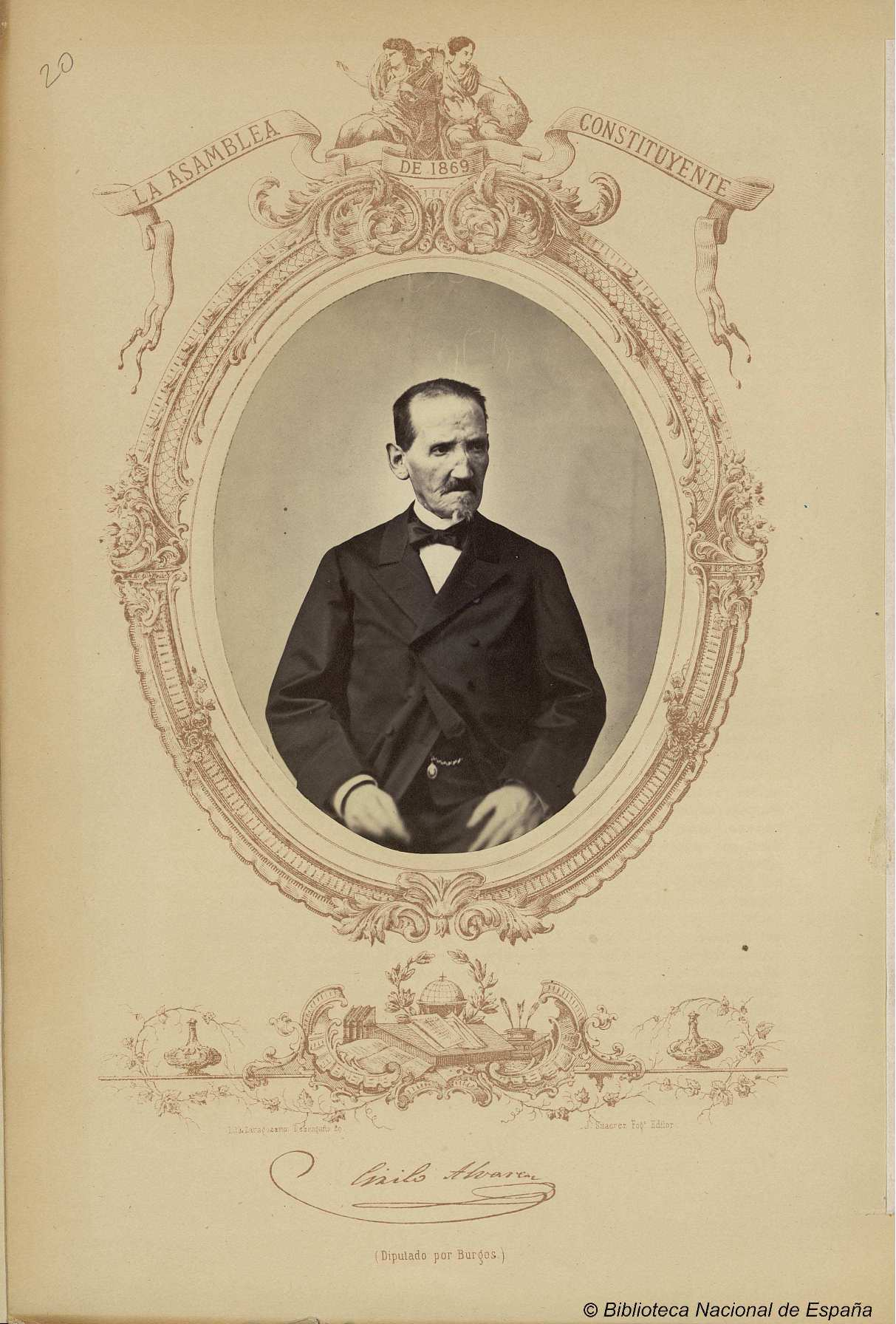
Retrato de Cirilo Álvarez Martínez. fotografía de José Suárez sobre orla litográfica de Litografía Zaragozano. Inscripción: "La Asamblea Constituyentes de 1869 / facsímil de la firma /(Diputado por Burgos)". Biblioteca Nacional de España.

Cirilo Álvarez Martínez de Velasco (Villahoz, 9 de julio de 1807-Madrid, 6 de noviembre de 1878) fue un político y jurista español, caballero de la Insigne Orden del Toisón de Oro.

## Biografía
Fue hijo de Pedro Álvarez y N.N. Martínez de Velasco, hermana de Antonio Martínez de Velasco, obispo de Jaén, y senador del Reino. 
Estudió leyes en la Universidad de Valladolid. Fue Magistrado.
Fue miembro de la Real Academia de Ciencias Morales y Políticas. Electo diputado de las Cortes Generales en cinco ocasiones desde 1843 hasta 1869.
De agosto a octubre de 1856 ejerció el cargo de ministro de Gracia y Justicia nombrado por el General O'Donnell.
Electo senador en 1858 por primera vez, repitió en el cargo en numerosas ocasiones.
En 1872, fue nombrado presidente del Tribunal Supremo y presidente de la Real Academia de Jurisprudencia y Legislación, desde donde pronunció importantes discursos. 
Con la restauración borbónica en España fue confirmado como presidente del Tribunal Supremo (cargo que ejerció hasta su muerte) y nombrado senador por Burgos y Madrid, así como senador por derecho propio desde 1877.
Fue caballero de la Insigne Orden del Toisón de Oro.
| Predecesor: Pedro Gómez de la Serna | Presidente del Tribunal Supremo 1872 - 1878 | Sucesor: Fernando Calderón Collantes |